# Кошик Юрій Олександрович
Кошик Юрій Олександрович (23 жовтня 1936 — 27 листопада 1994 року) — український геоморфолог, палеогеограф, доктор географічних наук, професор Київського національного університету імені Тараса Шевченка.

## Біографія
Народився 23 жовтня 1936 року в Києві. Закінчив у 1959 році геологічний факультет Київського університету. З 1967 року працював в університеті старшим викладачем, з 1975 року доцентом, у 1986—1994 роках завідувачем кафедри геоморфології та палеогеографії. У 1972—1984 роках працював завідувачем Підготовчого відділення Київського університету. Кандидатська дисертація «Антропогенні відклади і деякі риси геоморфогенезу північно-західної частини Українського щита» захищена у 1968 році, докторська на тему «Регіональний палеогеографічний аналіз древніх платформених рівнин Українського щита і Волино-Подільської плити» — у 1990 році. Засновник палеогеоморфологічного напряму досліджень у Київському університеті. Автор та редактор палеогеоморфологічних карт території Українського щита, керівник палеогеоморфологічної лабораторії на географічному факультеті. Розвивав новий підхід структурно-геоморфологічного аналізу території України.

Могила Юрія Кошика

Помер 27 листопада 1994 року. Похований на старій частині Байкового кладовища міста Києва.

## Наукові праці
У творчому доробку Юрія Олександровича наукові праці з палеогеографії антропогену Полісся, застосування палеонтологічних методів у вивченні плейстоценових відкладів. Автор понад 70 наукових праць, співавтор 1 монографії, 1 підручника. Основні праці:
- Геоморфология Украинской ССР. — К., 1990 (у співавторстві) (рос.)
- Особенности рельефа ледниковой области Житомирского Полесья. — К., 1976 (у співавторстві). (рос.)